# 크라이 (행정 구역)
크라이(러시아어: край)는 러시아 제국의 행정 구역 이름으로, 러시아 연방에서도 사용되고 있다. 슬라브어 명칭이기 때문에 체코·슬로바키아의 행정 구역도 크라이(kraj)라 부르며 폴란드 및 구 유고슬라비아 국가의 크라이나(Krajina)도 같은 어원을 가진 말이다. 러시아에서는 변경에 있는 행정구역에 쓰이나, 다른나라에서는 일반적인 주를 가리킬 때 쓰인다.

## 같이 보기
- 러시아의 변경주
- 슬로바키아의 행정 구역
- 체코의 주